# Really Happy Someday
Really Happy Someday es una película dramática canadiense dirigida por J Stevens y estrenada en 2024. La película está protagonizada por Breton Lalama como Z, un actor de teatro musical trans que inesperadamente arruina una audición para un papel debido a los efectos de su transición de género en su voz para cantar, y debe trabajar con un entrenador vocal para volver a entrenarse para cantar en su nuevo registro.
El reparto también incluye a Khadijah Roberts-Abdullah, Xavier Lopez, Ali Garrison, Katharine King So, Aisha Evelyna, Lauren Beatty, Perrie Voss, Lior Maharjan, Marley Kajan y Paloma Nuñez en papeles secundarios.
La película se estrenó en el programa Discovery del Festival Internacional de Cine de Toronto de 2024.
Stevens recibió una nominación al premio DGC a la mejor dirección en un largometraje.